# Ivan Alexander Point
Der Ivan Alexander Point (englisch; bulgarisch нос Иван Александър nos Iwan Aleksandar; im Vereinigten Königreich Grace Point) ist eine niedrige und felsige Landspitze an der Südostküste von Nelson Island im Archipel der Südlichen Shetlandinseln. Sie bildet 7,34 km östlich des Ross Point, 8,64 km westsüdwestlich des Duthoit Point, 4,17 km westsüdwestlich des Slavotin Point und 1,73 km nordnordöstlich des Grace Rock die Ostseite der Einfahrt zur Bononia Cove bzw. die Westseite derjenigen zur Tuida Cove.
Britische Wissenschaftler kartierten die Landspitze 1968. Die bulgarische Kommission für Antarktische Geographische Namen benannte sie 2009 nach dem bulgarischen Zaren Iwan Alexander, der von 1331 bis zu seinem Tod im Jahr 1371 herrschte. Das UK Antarctic Place-Names Committee benannte sie dagegen 2019 in Anlehnung an den Grace Rock. Dessen Namensgeber ist der britische Robbenfänger Grace unter Kapitän Henry Rowe, der zwischen 1821 und 1822 in den Gewässern um die Südlichen Shetlandinseln operierte.